# Iris Kyle
Iris Floyd Kyle (nascida Mildred Carter; 22 de agosto de 1974) é uma fisiculturista profissional feminina. Atualmente, é a fisiculturista profissional feminina mais bem-sucedida de todos os tempos, com dezessete títulos, incluindo dez vitórias gerais no Ms. Olympia (a maioria de qualquer pessoa no Sr. ou Sra. Olympia) e sete vitórias gerais no Ms. International. Em 2013, ela foi classificada como a melhor fisiculturista feminina na Lista de Classificação de Fisiculturismo Feminino da IFBB Pro Women.